# Philippe de La Mothe-Houdancourt

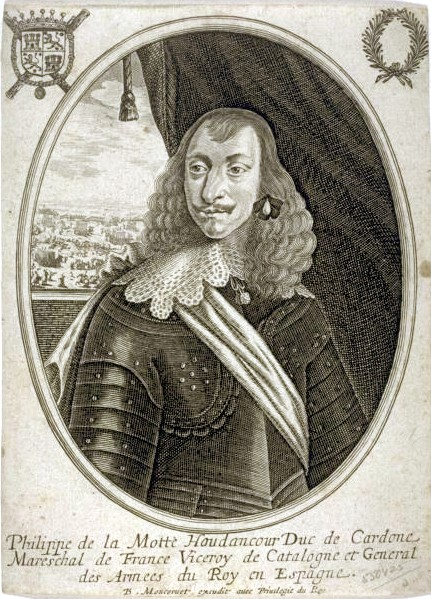
La Mothe-Houdancourt

Philippe, comte de La Mothe-Houdancourt, duc de Cardone (* 1605; † 24. März 1657 in Paris) war ein französischer Heerführer und seit 1642 Marschall von Frankreich und Pair de France. Er war Vizekönig von Katalonien und Oberbefehlshaber der französischen Armeen in Spanien.

## Herkunft
Er war eines von zwölf Kindern von Philippe, seigneur de La Mothe-Houdancourt, de Sacy et de Rucoin (1558–1652), und dessen dritter Frau, Louise Charles du Plessis-Picquet, Tochter von Antoine, seigneur du Plessis-Picquet, die er am 14. Februar 1594 geheiratet hatte. Er war mit dem Kardinal Richelieu verwandt und der Halbbruder des Marquis d’Houdancourt, sowie der Bruder des Bischofs von Mende, Saint-Flour und Rennes.

## Leben
Er war bereits 1622 am Hugenottenkrieg beteiligt und 1625 kämpfte er in einem Seegefecht von La Rochelle. 1629 befindet er sich bei der Belagerung von Privas. Anschließend schickt der König ihn und eine Armee, um in den Mantuanischen Erbfolgekrieg einzugreifen, 1630 wird er im Gefecht bei Carignan verwundet. 1635 zeichnet er sich in der Schlacht bei Avein aus und 1637 ist er Kommandeur der französischen Infanterie in der Schlacht bei Heinsigen. Kurz darauf wurde er zum Generalleutnant von Bresse ernannt. 1640 kam er gegen die Spanier im Piemont ins Gefecht und konnte sich in der Schlacht bei Casal und der Belagerung von Turin auszeichnen. Anschließend kam er im Rahmen des Französisch-Spanischen Krieges zur Armee nach Katalonien, wo er den Entsatz von Tarragona verhinderte und die Städte Tamarith und Moncon eroberte. 1642 musste er sich bei Villa Franka nach schweren Kämpfen ergeben. Dennoch erhielt er vom König den Marschallsstab und wurde Vizekönig von Katalonien sowie Herzog von Caronne. Auch besiegte er die Spanier in den Schlachten bei Lerida und Miravet. 1644 verließ ihn sein Glück und er wurde bei Lerida geschlagen, seine Armee verlor dabei 3000 Mann und musste auch die Stadt Lerida aufgeben, dadurch musste die Belagerung von Tarragona ebenfalls aufgegeben werde. Er verlor sein Amt als Vizekönig, kam vor ein Kriegsgericht, wurde aber frei gesprochen. Es dauerte bis 1651, bis er wieder als Vizekönig von Katalonien eingesetzt wurde, 1652 hielt er Barcelona 5 Monate gegen die Spanier musste sich dann aber ergeben und war seit 1653 auch keine Vizekönig mehr. Er ging nach Frankreich zurück, wo er 1657 starb.

## Heirat und Nachkommen
Am 12. November 1650 heiratete er in Saint-Brice en Auxerrois, Louise de Prie (1624–1709), marquise de Toucy und Gouvernante der königlichen Kinder Frankreichs. Sie hatten drei Kinder:
1. Françoise-Angélique (1650–1711), Duchesse d’Aumont durch Heirat mit Louis-Marie-Victor d’Aumont (Haus Aumont).
2. Marie-Isabelle-Angélique (oder Marie Gabrielle Angélique) (1651–1726), Duchesse de la Ferté-Senneterre durch Heirat mit Henri-François de Saint-Nectaire.
3. Charlotte-Éléonore-Madeleine (1654–1744), Duchesse de Ventadour durch Heirat mit Louis-Charles de Lévis, duc de Ventadour (Haus Lévis), Gouvernante von Louis XV. und seiner Kinder.